# Thereva comata
Thereva comata är en tvåvingeart som beskrevs av Friedrich Hermann Loew 1869. Thereva comata ingår i släktet Thereva och familjen stilettflugor.
Artens utbredningsområde är Kalifornien. Inga underarter finns listade i Catalogue of Life.